# 수화 드라마
수화 드라마는 주인공으로 하는 드라마 장르의 하나, 청각장애를 앓는 스토리가 전개되는 드라마이다.

## 작품 목록

### 대한민국
- 《엄마야 누나야》 - 장여경, 장학수의 맏딸 역 : 황수정
- 《상속자들》 - 박희남 역 : 김미경
- 《내 마음이 들리니》 - 차동주 역 : 김재원
- 《응답하라 1994》 - 조윤진 엄마 역 : 한그림

### 일본
- 《오렌지데이즈》 - 하기오 사에 역 : 시바사키 코우
- 《별의 금화》 - 시바사키 코우 역 : 사카이 노리코
- 《너의 손이 속삭이고 있어》 : 칸노 미호, 다케다 신지
- 《러브 레터》 - 타도코로 미나미 역 : 마츠시마 유키나, 야마시타 리오, 스즈키 아미
- 《사랑한다고 말해줘》 : 토요카와 에츠시
- 《마음의 실》 : 마츠유키 야스코

### 미국
- 《빅뱅 이론》
- 《스위치드 앳 버스》
- 《더 엘 워드》

## 같이 보기
- 수화 영화
- 수화
- 농아인
- 청각 장애